# ناحیه البا، شهرستان گراتیوت، میشیگان
ناحیه البا (به انگلیسی: Elba Township) یک منطقهٔ مسکونی در ایالات متحده آمریکا است که در شهرستان گراتیت، میشیگان واقع شده‌است.
 ناحیه البا ۹۱٫۰ کیلومتر مربع مساحت و ۱٬۳۹۴ نفر جمعیت دارد و ۲۰۰ متر بالاتر از سطح دریا واقع شده‌است.